# Karl Friedrich Mohr
Karl Friedrich Mohr (Coblenza, 4 novembre 1806 – Bonn, 28 settembre 1879) è stato un chimico tedesco, famoso per la sua prima dichiarazione del principio di conservazione dell'energia.

## Carriera
Mohr nacque nel 1806 in una famiglia di farmacisti. Da giovane Mohr ricevette una gran parte della sua formazione dai suoi genitori, in particolare nel laboratorio di suo padre. All'età di ventuno anni cominciò a studiare chimica sotto Leopold Gmelin e, dopo cinque anni a Heidelberg, Berlino e Bonn, ritornò, con il dottorato, nel laboratorio di suo padre. Il padre di Mohr morì nel 1840, anno in cui Mohr divenne il capostipite della famiglia.
Nel 1857 intraprese il mondo scientifico, ma all'età di cinquantasei anni, a causa delle gravi perdite finanziarie, diventò un docente a Bonn. Nel 1867 fu nominato, per l'influenza diretta del governo, professore di farmacia.

### Invenzioni

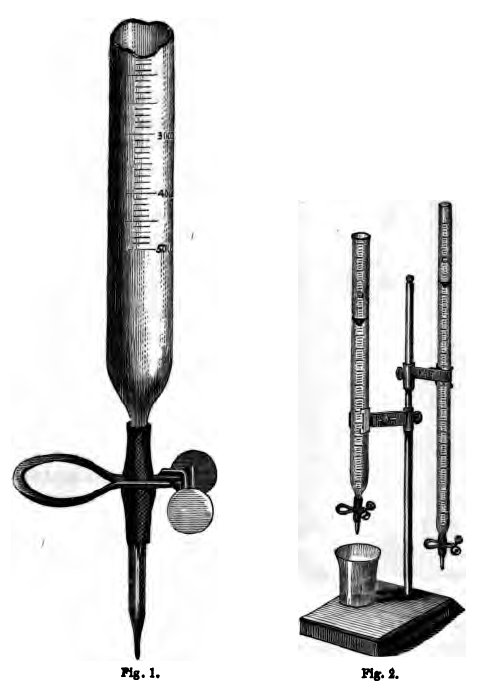
Burette di Mohr

Mohr fu il principale chimico scientifico del suo tempo, in Germania, e l'inventore di molti miglioramenti nella metodologia analitica. Inventò una buretta con una punta rivolta verso il basso e con un morsetto (pinza di Mohr), rendendo così la buretta molto più pratica da usare rispetto alle solite burette.
Le sue metodologie di analisi volumetrica furono esposte nel suo libro Lehrbuch der chemisch-analytischen Titrir-methode. Questo libro fu molto apprezzato da Liebig e furono realizzate molte edizioni. Anche il suo libro Geschichie der Erde, eine Geologic auf neuer Grundlage (1866) fu distribuito in molti paesi.
Fu anche padre di un metodo di titolazione analitica, che in seguito fu chiamato metodo di Mohr. Il metodo riguarda le titolazioni dirette e prevede l'uso di un indicatore colorimetrico, in particolare il cromato di potassio.

## Opere

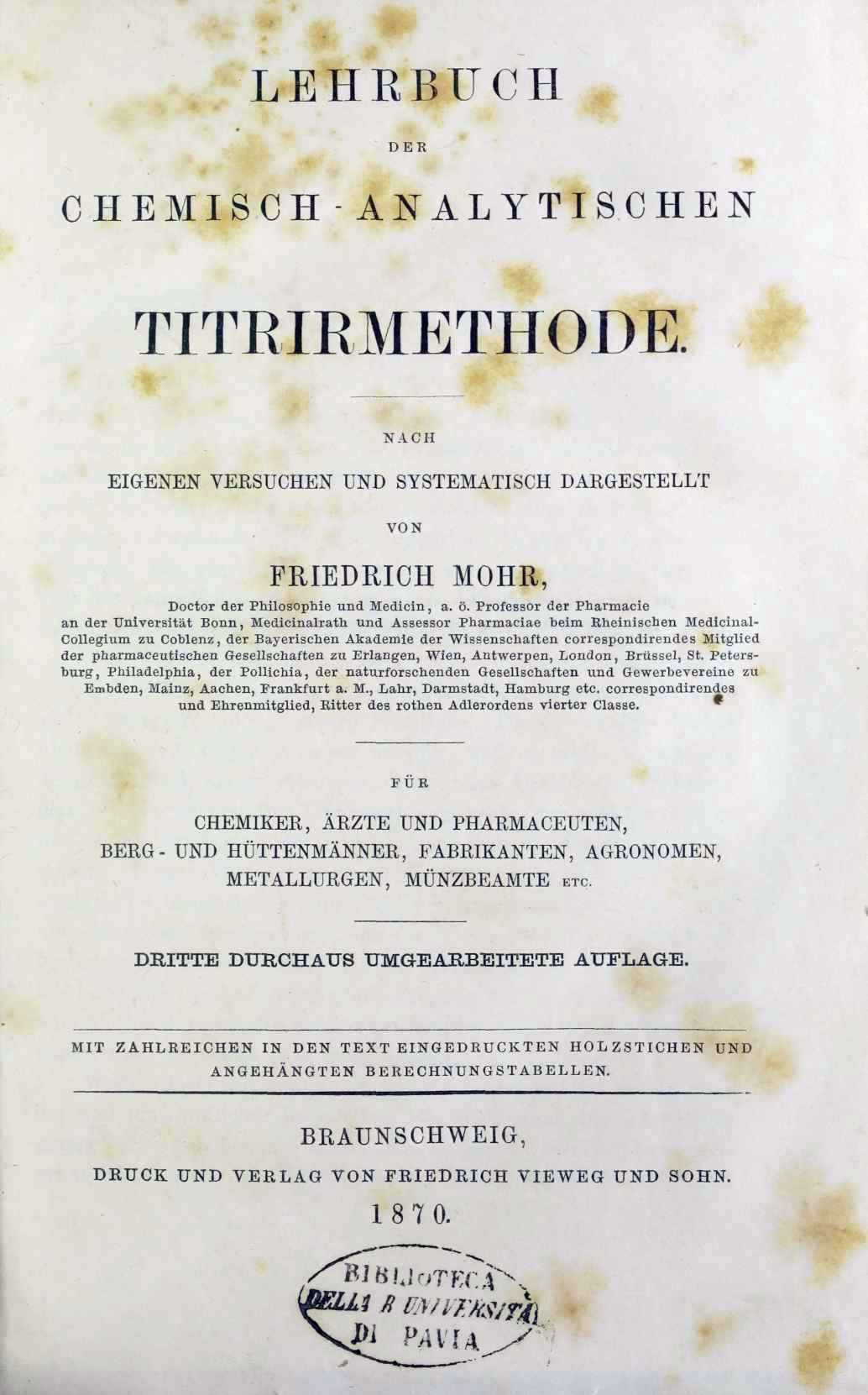
Lehrbuch der chemisch-analytischen Titrirmethode, 1870

- Commentar zur Preußischen Pharmacopoe nebst Übersetzung des Textes : nach der 6. Aufl. der Pharmacopoea Borussica bearbeitet ; für Apotheker, Aerzte und Medicinal-Beamte . Band 1 . Vieweg, Braunschweig 1848 Digital edition dell'University and State Library Düsseldorf
- Commentar zur Preußischen Pharmacopoe nebst Übersetzung des Textes : nach der 6. Aufl. der Pharmacopoea Borussica bearbeitet ; für Apotheker, Aerzte und Medicinal-Beamte . Band 2 . Vieweg, Braunschweig 1849 Digital edition dell'University and State Library Düsseldorf
- Commentar zur preussischen Pharmacopoe nebst Übersetzung des Textes : nach der sechsten Auflage der Pharmacopoea Borussica ; für Apotheker, Ärzte und Medicinal-Beamte Vol.1-2 . Vieweg, Braunschweig 2nd ed. 1854 Digital edition dell'University and State Library Düsseldorf
- Lehrbuch der chemisch-analytischen Titriermethode : für Chemiker, Ärzte u. Pharmaceuten, Berg- und Hüttenmänner, Fabrikanten, Agronomen, Metallurgen, Münzbeamte etc. ; nach eigenen Versuchen und systematisch dargestellt . Vieweg, Braunschweig 3. Aufl. 1870 Digital edition dell'University and State Library Düsseldorf
- Mohr, Friedrich, Lehrbuch der chemisch-analytischen Titrirmethode: Nach eigenen versuchen, Braunschweig, Freidrich Vieweg und Sohn, 1877.